# 11861 Teruhime
11861 Teruhime este un asteroid din centura principală de asteroizi.

## Descriere
11861 Teruhime este un asteroid din centura principală de asteroizi. A fost descoperit pe 10 noiembrie 1988 la Chiyoda de Takuo Kojima. Asteroidul prezintă o orbită caracterizată de o semiaxă mare de 3,16 ua, o excentricitate de 0,11 și o înclinație de 12,4° în raport cu ecliptica.